# Бабуров, Андрей Викторович
Андре́й Ви́кторович Бабу́ров (22 марта 1937, Москва — 24 февраля 2012, там же) — советский и российский архитектор, урбанист, теоретик архитектуры. Один из основателей и идеологов группы «Новый элемент расселения» (НЭР).

## Биография
Андрей Бабуров родился в 1937 году в Москве.
Окончил Московский архитектурный институт (МАРХИ) в 1960 году.
Участник группы «НЭР» (1959—1968).
Архитектор в Управлении по проектированию Дворца Советов (УПДС). Работал в бригаде, проектировавшей комплекс Совета Министров СССР на Ленинских горах (1960—1962).
С 1962 года работал в мастерской №8 (20) Моспроекта-1 (рук. В. А. Нестеров). Участвовал в разработке проектов реконструкции Сокольнической площади и посольства СССР в Джакарте (1965).
Сотрудник ЦНИИТИА (ВНИИТАГ) (1968—1991). Основные направления исследований: развитие исторических городов в индустриальную и постиндустриальную эпохи; проблемы сохранения архитектурно-градостроительного наследия и реконструкции исторических центров городов; теория архитектурной композиции; формирование и развитие архитектурных ансамблей.
Преподавал в МАРХИ (Факультет повышения квалификации) и МГУ (Отделение истории и теории искусства Исторического факультета).

### Семья
- Отец — Виктор Вениаминович Бабуров (1903—1977), советский архитектор-градостроитель.
- Двоюродный дед — Николай Иванович Астров (1868—1934), русский политический и общественный деятель. Московский городской голова в 1917 году.
- Прапрадед — Павел Денисович Кобелев (1793—1877), генерал-лейтенант, участник Отечественной войны 1812 года.
- Сын — Василий Андреевич Бабуров (р. 1971), российский урбанист, архитектурный критик.